# SpaceX CRS-2

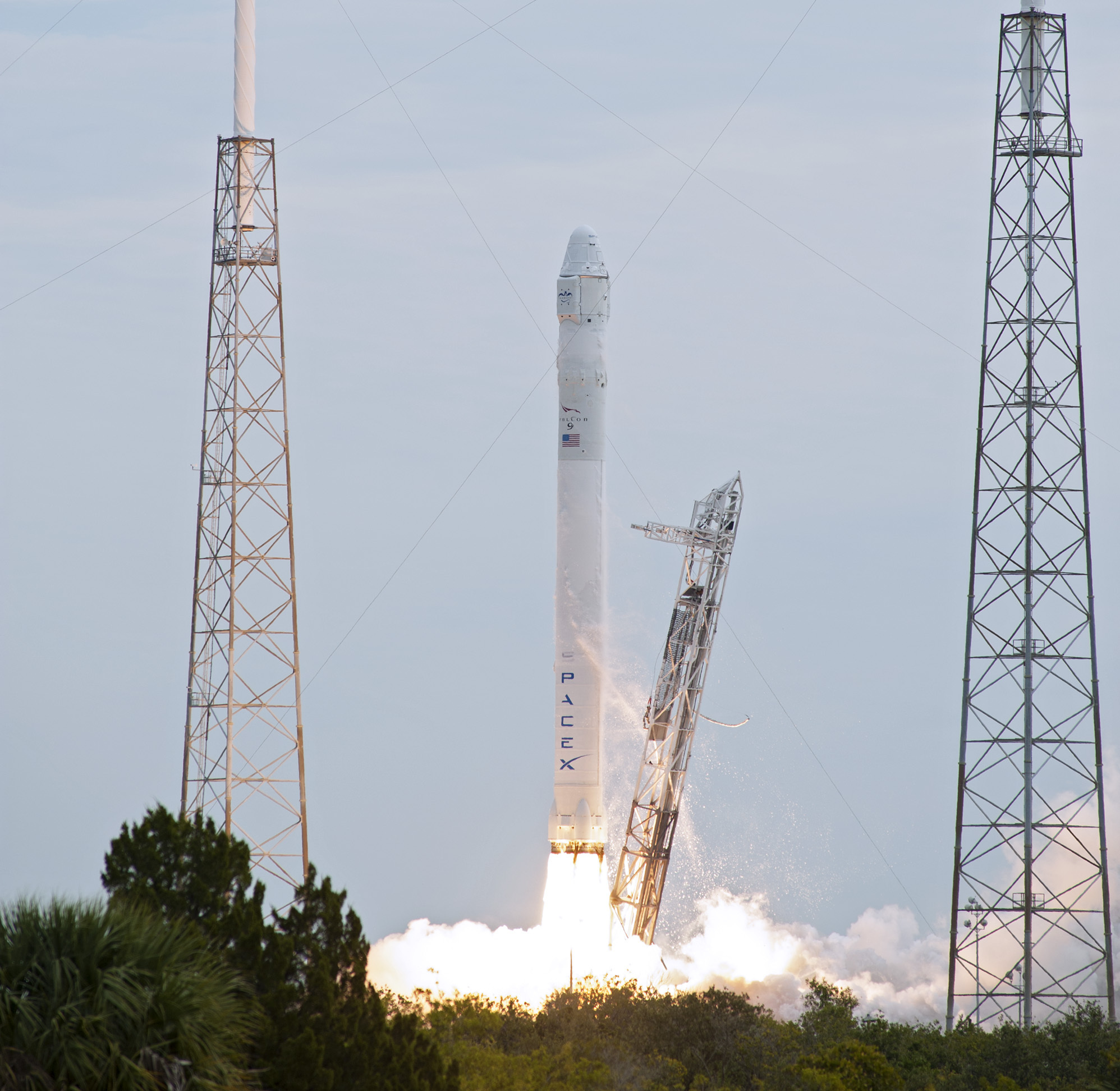
Start Falconu v1.0 s lodí Dragon dne 1. března 2013

SpaceX CRS-2 (alternativně SpX-2, nebo jednoduše CRS-2) byl druhý zásobovací let kosmické lodi Dragon společnosti SpaceX k Mezinárodní vesmírné stanici (ISS) podstoupený v rámci kontraktu Commercial Resupply Services uzavřeného s NASA. Celkově šlo o čtvrtý let Dragonu do vesmíru (pokud počítáme i demo lety C1 a C2+). Při tomto letu byl poprvé využit nehermetizovaný nákladní prostor.

## Náklad

### Náklad při startu
| Celkový náklad           | 575 kg (677 kg s obaly) |
| ------------------------ | ----------------------- |
| Vědecké experimenty NASA | 323 kg                  |
| Vědecké experimenty CSA  | 11 kg                   |
| Vědecké experimenty ESA  | 11 kg                   |
| Vědecké experimenty JAXA | 3 kg                    |
| Vybavení pro EVA         | 3 kg                    |
| Zásoby pro posádku       | 81 kg                   |
| Hardware pro stanici     | 135 kg                  |
| Počítačové vybavení      | 8 kg                    |
| Ruský náklad             | 0,3 kg                  |

### Náklad při návratu
| Celkový náklad                     | 1210 kg (1370 kg s obaly) |
| ---------------------------------- | ------------------------- |
| Zásoby od posádky                  | 95 kg                     |
| Experimenty (CSA, ESA, JAXA, NASA) | 660 kg                    |
| Vybavení pro EVA                   | 38 kg                     |
| Staniční hardware                  | 401 kg                    |
| Ruský náklad                       | 16 kg                     |

## Anomálie na manévrovacím systému lodi
Krátce po oddělení od druhého stupně byl zaznamenán problém na pohonném systému lodi. Porucha byla zaznamenána na třech ze čtyř bloků motorů Draco. Pro zakotvení lodi u stanice musí být v provozu tři ze čtyř bloků motorů Draco. To způsobilo, že Dragon nerozložil své solární panely. Pomocí příkazů ze Země byly solární panely rozvinuty. Podařilo se vyřešit i problémy s pohonným systémem a Dragon se k ISS připojil podle plánu 2. března.